# Kreis Burg
| Basisdaten                         | Basisdaten                                                |
| ---------------------------------- | --------------------------------------------------------- |
| Bezirk der DDR                     | Magdeburg                                                 |
| Kreisstadt                         | Burg                                                      |
| Fläche                             | 734 km² (1989)                                            |
| Einwohner                          | 62.896 (1989)                                             |
| Bevölkerungsdichte                 | 86 Einwohner/km² (1989)                                   |
| Kfz-Kennzeichen                    | H und M (1953–1990) HA und MA (1974–1990) BRG (1991–1994) |
|                                    |                                                           |
| Der Kreis Burg im Bezirk Magdeburg |                                                           |

Der Landkreis Burg war von 1950 bis 1952 ein Landkreis im Land Sachsen-Anhalt der DDR, danach von 1952 bis 1990 als Kreis Burg im Bezirk Magdeburg. Von 1990 bis 1994 bestand er als Landkreis Burg im Land Sachsen-Anhalt fort. Sein Gebiet gehört heute zum Landkreis Jerichower Land in Sachsen-Anhalt. Der Sitz der Kreisverwaltung befand sich in Burg.

## Geographie
Der Kreis Burg grenzte im Uhrzeigersinn im Norden beginnend an die Kreise Tangerhütte (bis 1987) bzw. Stendal (ab 1988), Genthin, Brandenburg-Land, Loburg (bis 1957) bzw. Zerbst (ab 1957), Schönebeck, Stadtkreis Magdeburg und Wolmirstedt.

## Geschichte

### Entstehung
Der Landkreis entstand am 1. Juli 1950 im Land Sachsen-Anhalt der Sowjetischen Besatzungszone durch Umbenennung des ehemaligen preußischen Landkreises Jerichow I. Kreissitz war die Stadt Burg. Ebenfalls am 1. Juli 1950 wurde die seit dem 1. Juni 1924 kreisfreie Stadt Burg in den Landkreis Burg eingegliedert. Am 25. Juli 1952 kam es zur Verkleinerung des Territoriums des Landkreises in der DDR-Kreisreform. Es wurden 25 Gemeinden als Kreis Loburg herausgelöst, dafür kam die Gemeinde Krüssau des Kreises Genthin zum Kreis Burg. Bereits am 20. Juni 1957 wurde der Kreis Loburg wieder aufgelöst und der Hauptteil der Gemeinden wurden wieder Teil des Kreises Burg.

### DDR
Der Kreis Burg war von 1952 bis 1990 Teil des Bezirkes Magdeburg. Er befand sich östlich der Bezirkshauptstadt Magdeburg, an die er im Westen grenzte. Weiterhin begrenzt wurde der Kreis Burg
- im Nordwesten: Kreis Wolmirstedt
- im Norden: Kreis Tangerhütte (bis 1987)
- im Nordosten: Kreis Genthin
- im Osten: Kreis Brandenburg-Land (Bezirk Potsdam)
- im Südosten: Kreis Zerbst
- im Süden: Kreis Schönebeck
- im Südwesten: Stadtkreis Magdeburg

Am 17. Mai 1990 wurde der Kreis in Landkreis Burg umbenannt.

### Ende
Am 1. Juli 1994 ging der Landkreis Burg (ab 1990 Teil des Bundeslandes Sachsen-Anhalt) im Landkreis Jerichower Land auf.

## Städte und Gemeinden
Nach der Eingliederung von Teilen des Kreises Loburg gehörten dem Kreis Burg 1957 die folgenden Städte und Gemeinden an:
| - Burg, Stadt - Biederitz - Büden - DannigkowLO - Detershagen - DörnitzLO - DrewitzLO - Friedensau - Gerwisch - Gommern - Grabow - Gübs | - Hohenwarthe - HohenziatzLO - Ihleburg - Karith - Königsborn - Körbelitz - Krüssau - Küsel - Lostau - LübarsLO - MagdeburgerforthLO - Menz | - Möckern, StadtLO - Möser - Nedlitz - Niegripp - Parchau - Pietzpuhl - Reesen - ReesdorfLO - Rietzel - Rogäsen-Jerichow - Schartau - Schermen | - SchopsdorfLO - Stresow - Stegelitz - Theeßen - TryppehnaLO - VehlitzLO - Wahlitz - WallwitzLO - Woltersdorf - Wörmlitz - ZeddenickLO - Ziepel |

Die ursprünglich zum Kreis Loburg gehörenden Gemeinden sind mit LO gekennzeichnet. Büden, Nedlitz und Woltersdorf gehörten vom 16. Februar 1974 bis zum 6. Mai 1984 zur Gemeinde Königsborn. Rogäsen-Jerichow wurde am 1. Januar 1964 in Wüstenjerichow umbenannt.

## Wappen

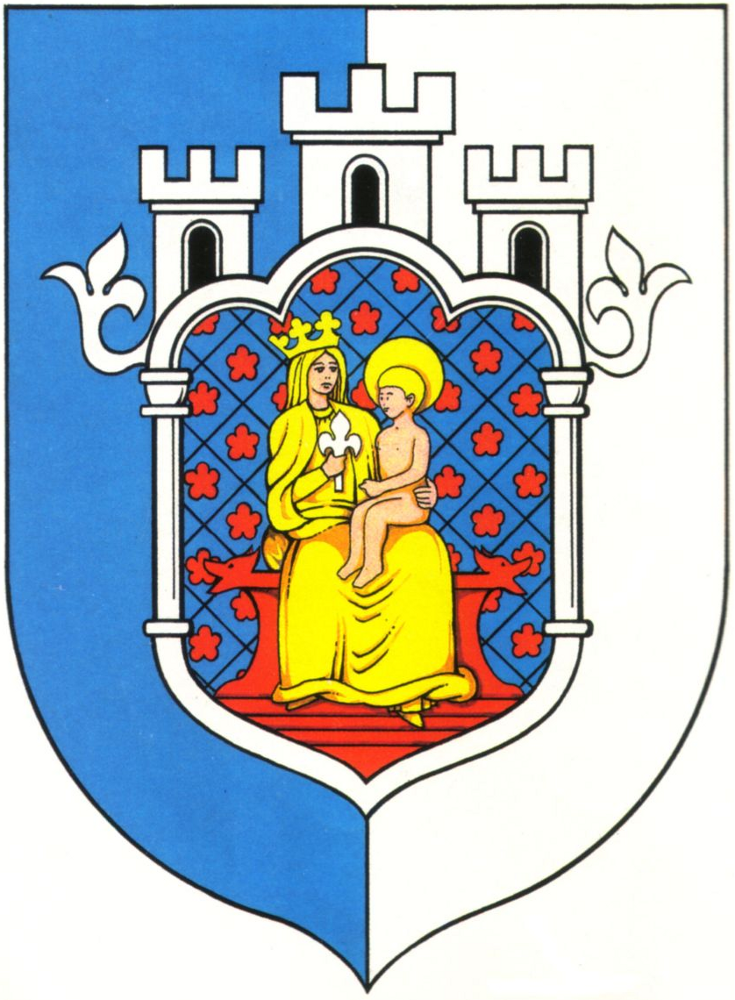
Wappen des Landkreises Burg von 1990 bis zu dessen Auflösung 1994

Das Wappen wurde am 27. Juli 1990 durch das Innenministerium genehmigt.
Blasonierung: „Gespalten von Blau und Silber; Es zeigt die gekrönte Maria mit dem Kind auf dem linken Arm, in der Rechten ein Lilienzepter haltend, auf einem mit Wolfsköpfen verzierten Faltstuhl unter einem oben mit drei Zinnentürmen besetzten Kleeblattbogen, ausgefüllt mit von Rosen besteckten Rauten.“

## Kfz-Kennzeichen
Den Kraftfahrzeugen (mit Ausnahme der Motorräder) und Anhängern wurden von etwa 1974 bis Ende 1990 dreibuchstabige Unterscheidungszeichen, die mit den Buchstabenpaaren HA und MA begannen, zugewiesen. Die letzte für Motorräder genutzte Kennzeichenserie war HV 00-01 bis HV 20-00.
Anfang 1991 erhielt der Landkreis das Unterscheidungszeichen BRG. Es wurde bis zum 30. Juni 1994 ausgegeben. Seit dem 27. November 2012 ist es durch die Kennzeichenliberalisierung im Landkreis Jerichower Land erhältlich.